# Piazza Dante (Grosseto)
La Piazza Dante est la place principale de la ville de Grosseto, en Maremme toscane.

## Description
L'espace, de forme trapézoïdale, a été construit entre les XIIIe et XIVe siècles et se compose de deux zones qui se joignent sans interruption, avant la sacristie de la cathédrale.
À l'extrémité nord de la Piazza Dante commence le Corso Carducci, la rue principale de la ville qui mène à la zone de Porta Nuova.

## Monuments

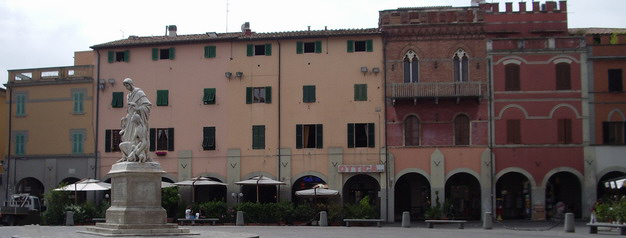
Le côté sud de la place avec Casa Magagnini et le monument à Canapone
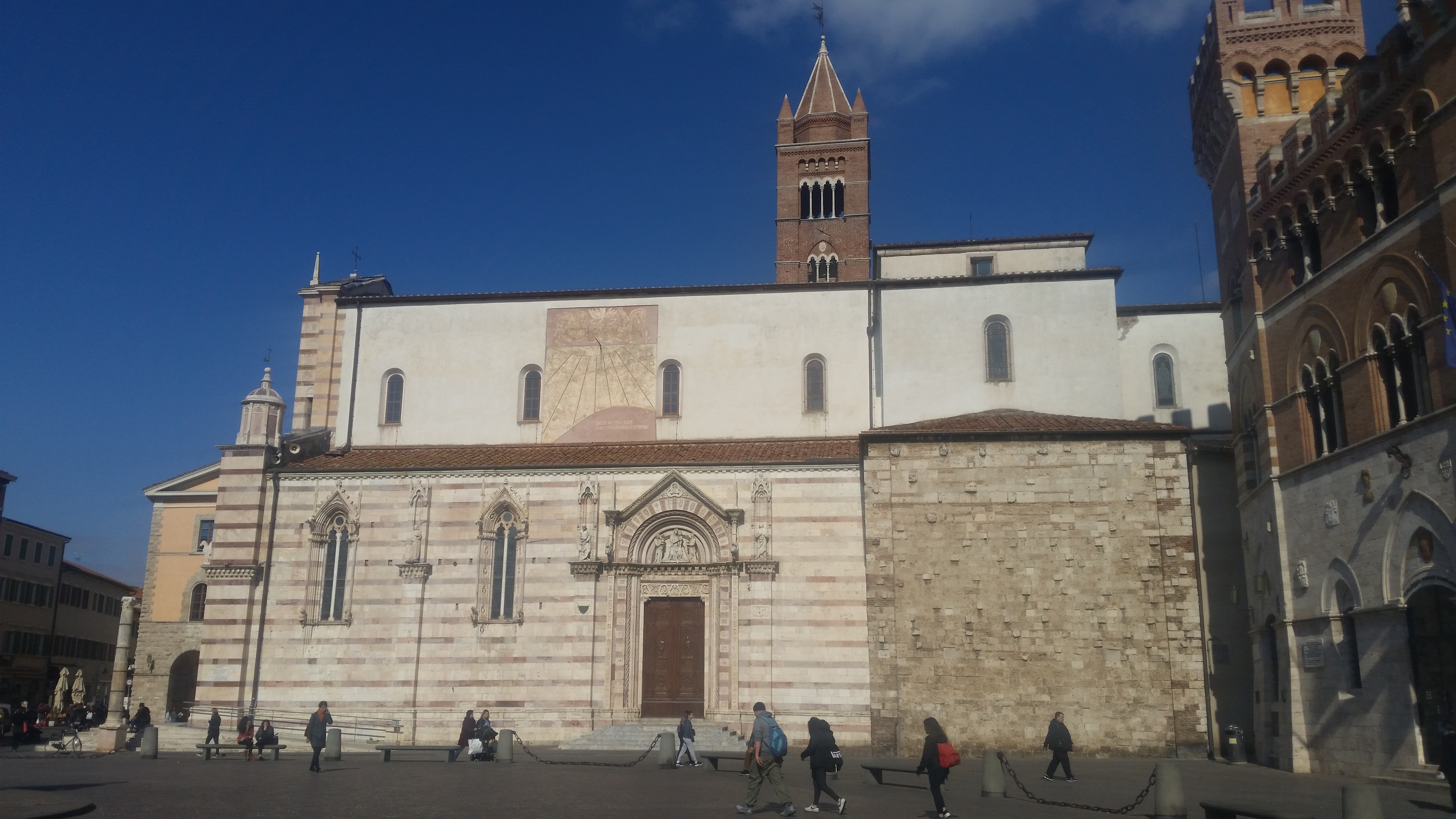
Le côté latéral de la cathédrale San Lorenzo
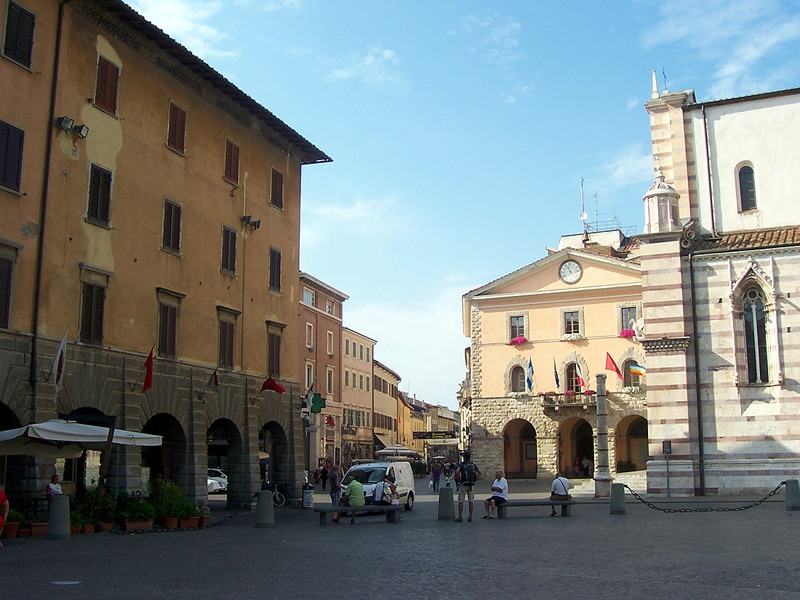
Vue de la place de la cathedrale

Les principaux monuments de la place sont les suivants :
- la cathédrale San Lorenzo ;
- le Palais Aldobrandeschi, siège de la Province de Grosseto ;
- le Palazzo comunale (l'hôtel de ville) ;
- le Palazzo Severi ;
- la néo-gothique Casa Magagnini ;
- le Palazzo Alben, bâtiment du XXe siècle avec un porche construit juste après la période fasciste (1947-1948) sur le site du Palazzo dei Priori ;
- au centre de la place, le monument à Canapone (grand-duc Léopold II de Lorraine) ;
- sur le côté de la cathédrale, la colonna dei bandi (IIe siècle).